# Майк Портной
Майкл Сті́вен Портно́й (англ. Michael Stephen Portnoy; 20 квітня 1967) — американський барабанщик, один із засновників та учасник американського прог-метал гурту Dream Theater. Вважається одним із найкращих ударників сучасності. Неодноразово перемагав у номінації «Найкращий ударник року». Другий наймолодший барабанщик (після Ніла Пірта), занесений до Залу Слави журналу Modern Drummer (у 37 років). Написав значну кількість текстів пісень, починаючи з альбому A Change of Seasons.
8 вересня 2010 року він оголосив, що залишає гурт Dream Theater.
В 2012—2013 роках був учасником гурту Adrenaline Mob.